# Ipanephis esperanzalis
Ipanephis esperanzalis är en fjärilsart som beskrevs av William Schaus 1913. Ipanephis esperanzalis ingår i släktet Ipanephis och familjen nattflyn. Inga underarter finns listade i Catalogue of Life.